# Giovanni Tedesco
Giovanni Tedesco (né le 13 mai 1972 à Palerme) est un footballeur italien, milieu défensif reconverti entraîneur.

## Biographie
Giovanni Tedesco est né le 13 mai 1972 à Palerme en Sicile. Il est notamment le frère de Giacomo Tedesco, aussi footballeur, avec lequel il n'entretenait pas de très bonnes relations. Il avait en outre, un autre frère de nom Salvatore, footballeur aussi, mais amateur ; et une sœur qui était aussi footballeuse.

## Palmarès

### Joueur
- Coupe Intertoto :
  - Vainqueur : 2003.

- Championnat d'Italie D2 :
  - Champion : 1994, 1998.

### Entraîneur
- Coupe de Malte :
  - Vainqueur : 2017.